# James Gleick
James Gleick (nacido el 1 de agosto de 1954) es escritor, periodista y biógrafo. En sus libros, Gleick explora las ramificaciones culturales de la ciencia y la tecnología. Tres de ellos han sido finalistas del Premio Pulitzer y el National Book Award, y han sido traducidos a más de veinte idiomas. Su libro The Information: A History, a Theory, a Flood ganó el Premio Aventis el año 2012.

## Vida y trabajo
Nacido en Nueva York, estudió en la Universidad de Harvard, donde se graduó en 1976 con un grado en inglés y lingüística. Habiendo trabajado para el Harvard Crimson, y en Boston como freelance, se mudó a Minneapolis, donde ayudó a fundar el periódico semanal Metropolis. Tras el cierre del periódico, volvó a Nueva York y se incorporó a la plantilla del New York Times, donde trabajó durante diez años como editor y reportero.
Su primer libro, Caos: La creación de una ciencia, un best-seller internacional, narra el desarrollo de la Teoría del Caos, e hizo del efecto mariposa algo conocido para el público en general.
Entre los científicos sobre cuya vida Gleick ha tratado se encuentran Stephen Jay Gould, Douglas R. Hofstadter, Richard Feynman y Benoit Mandelbrot. Sus primeros informes sobre Microsoft se adelantaron a las investigaciones del Departamento de Justicia de los Estados Unidos y de la Comisión Europea sobre sus prácticas monopolísticas. Los ensayos de Gleick siguiendo el crecimiento de Internet incluyeron la columna tecnológica de The New York Times Magazine entre 1995 y 1999 y formaron la base de su libro What Just Happened. Su trabajo ha aparecido también en The New Yorker, Atlantic, Slate y el Washington Post.
De 1989 a 1990 fue conferenciante en la Universidad de Princeton. Gleick colaboró con el fotógrafo Eliot Porter en Nature's Chaos y con los desarrolladores de Autodesk en Chaos: the Software. En 1993 fundó Pipeline, un pionero servicio de Internet. Gleick colabora activamente en los tablones de Authors guild y Key West Literary Seminar.